# Щегрикович, Сергей Степанович
Сергей Степанович Щегрикович (бел. Сяргей Сцяпанавіч Шчагрыковіч; 19 декабря 1990, Минск, Белорусская ССР) — белорусский футболист, полузащитник.

## Карьера
Начал карьеру в минском МТЗ-РИПО (позже «Партизан»). Играл за фарм-клуб МТЗ-РИПО-2 и дубль. Не смог занять место в основе и летом 2010 года перешел в брестское «Динамо». После сезона 2011 оставил брестский клуб и в августе 2012 года стало игроком «Минска», но не смог закрепиться в столичном клубе.
В феврале 2013 года перешел в «Смолевичи-СТИ». Начало сезона пропустил из-за травмы, но потом закрепился в основе смолевичского клуба.
В январе 2014 года по истечении срока контракта покинул смолевичский клуб, после чего пытался трудоустроиться в «Гомеле». В результате не подошел гомельскому клубу и в феврале 2014 года оказался в составе мозырьской «Славии», которой помог вернуться в высшую лигу по итогам сезона 2014. В сезоне 2015 продолжал быть основным игроком мозырян, выступал на позиции правого защитника.
В феврале 2016 года отправился на просмотр в клуб «Крумкачы», с которым в марте подписал контракт. В сезоне 2016 был основным правым защитником минчан. В декабре 2016 года по истечении срока действия контракта покинул «Крумкачы» [7].
В январе 2017 года присоединился к «Слуцку», с которым в феврале подписал контракт. Начинал сезон 2017 на скамейке запасных, позже стал появляться в основном составе. Во второй половине сезона снова стал чаще оставаться на скамейке запасных. В декабре 2017 года продлил контракт со «Слуцком». В конце 2018 года покинул «Слуцк» и в первой половине сезона 2019 года играл за клуб первой лиги «Рух» (Брест). В брестской команде чаще выходил на замену. В августе 2019 года он покинул «Рух».
В апреле 2020 года перешел в клуб «Островец» из Второй лиги, где играл до конца года.

## Личная жизнь
Двоюродный брат Дмитрий Щегрикович тоже профессиональный футболист.